# Imperativentheorie
Die Imperativentheorie bezeichnet in der Rechtsphilosophie bzw. in der Rechtstheorie die These, dass die Rechtsordnung ausschließlich aus präskriptiven, d. h. handlungsanleitenden Sätzen besteht.
Danach enthält jeder vollständige Rechtssatz entweder ein Gebot oder ein Verbot, das mit einer Sanktionsdrohung durchgesetzt werden kann. Recht ist somit kraft Befehl, nicht weil es „richtig“ ist.
Die Imperativentheorie wurde von J. Bentham begründet. Bekannt wurde diese Theorie allerdings durch J. Austin.

## Veranschaulichung durch Beispiel
Ein bewaffneter Räuber befiehlt seinem Opfer, ihm den Geldbeutel zu übergeben. Für den Fall einer Weigerung droht er damit, das Opfer zu erschießen. Abstrakt formuliert hat der Räuber im Beispiel eine Verhaltensanweisung ausgesprochen und diese mit einer Sanktionsdrohung versehen. Daher wird nach der Imperativentheorie behauptet, die staatliche Rechtsordnung sei im Grunde nichts anderes. Ein Strafgesetz, das ein bestimmtes Verhalten verbietet und bei Verstoß dagegen eine Freiheits- oder Geldstrafe festsetzt, gleiche der Situation des bewaffneten Räubers. Auch hier enthält das Strafgesetz eine Verhaltensregel, die für den Fall des Verstoßes eine Sanktion vorsieht. Der Unterschied des Strafgesetzes zur Drohung des Räubers beschränke sich nur darauf, dass das Strafgesetz einen allgemeinen Verhaltenstypus anordnet, sich an eine Vielzahl von Personen richtet und eine gewisse Beständigkeit aufweist.

## Einwände
Gegen diese Theorie wird eingewandt, dass die Vorschriften in den Gesetzen vielfach gar keine vollständigen präskriptiven Normen enthalten. Allerdings kann dieser Einwand dadurch ausgeräumt werden, dass zwischen vollständigen und unvollständigen Rechtssätzen unterschieden wird. Nur ein vollständiger Rechtssatz drückt einen Imperativ aus. Den vollständigen Rechtssatz erhält man durch die Zusammenstellung der zusammengehörenden unvollständigen Rechtssätze.
Ein weiterer Einwand, der unter anderem von Karl Larenz vorgebracht wurde, geht dahin, dass die Imperativentheorie den eigentlichen Sinn des Rechts ignoriere. Sie stelle zu stark auf die Pflichtenseite der Rechtsnorm ab. Vielmehr existieren sog. Bestimmungsnormen, deren Hauptmerkmal in der Bestimmung von etwas liegt. Beispiel dafür sind Rechtsnormen, die die Entstehung (z. B. § 145 BGB), den Erwerb (z. B. § 873 BGB und § 925 BGB) oder den Verlust (z. B. § 142 BGB) von Rechten regeln oder auch den rechtlichen Status von Menschen (z. B. § 1 BGB oder § 105 ff BGB).
Auch gründet ein weiterer Einwand auf der Unterscheidung zwischen präskriptiven und konstitutiven Normen. Die handlungsanleitenden (präskriptiven) Normen regeln Verhalten, das auch ohne rechtliche Regeln vorgenommen oder unterlassen werden könnte. Sie verbieten z. B. andere Menschen zu töten oder zu verletzen. Konstitutive Normen hingegen schaffen erst die Grundlage für bestimmtes Handeln. So ist es erst durch Regeln über den Vertragsschluss möglich, bestimmte Rechtsverhältnisse zu regeln und zu gestalten. Statt „Tun Sie dies, ob Sie wollen oder nicht!“ heißt es hier „Wenn Sie dies tun möchten, ist das der Weg, dies zu tun!“.
Andererseits sind auch konstitutive Normen mit Sanktionen versehen, was diesen Einwand wieder entkräftet. Wenn eine Vorschrift über den Vertragsschluss nicht eingehalten wird, muss mit bestimmten Konsequenzen für den Vertrag (z. B. Nichtigkeit) gerechnet werden. So besteht die Sanktion im Falle eines Vertragsschlusses, der einen Notar bedarf, darin, dass der Vertrag nichtig ist, insofern er ohne ihn abgeschlossen wurde. Dagegen lässt sich einwenden, dass Fälle denkbar sind, in denen die Nichtigkeit für den Betroffenen keine Sanktion darstellt: Z. B. könnte eine Person, die feststellt, dass der Vertrag, aufgrund dessen sie verklagt wird, für sie nicht bindend ist, weil sie minderjährig war oder die für bestimmte Verträge vorgeschriebene schriftliche Erklärung nicht unterzeichnet hat, hier kein drohendes Übel oder eine Sanktion erkennen.
H. L. A. Hart unterzieht die Imperativentheorie in seinem Hauptwerk Der Begriff des Rechts einer eingehenden Kritik. Zusammenfassend hält er fest:

„First, even a penal statute, which comes nearest to it, has often a range of application different from that of orders given to others; for such a law may impose duties on those who make it as well as on others. Secondly, other statutes are unlike orders in that they do not require persons to do things, but may confer powers on them; they do not impose duties but offer facilities for the free creation of legal rights and duties within the coercive framework of the law. Thirdly; though the enactment of a statute is in some ways analogous to the giving of an order, some rules of law originate in custom and do not owe their legal status to any such conscious law-creating act.“

„Erstens hat selbst ein Strafgesetz, das dieser Beschreibung am nächsten kommt, oft einen anderen Anwendungsbereich als ein Befehl, der anderen erteilt wird; denn ein solches Gesetz kann sowohl denjenigen, die es erlassen, als auch anderen Pflichten auferlegen. Zweitens unterscheiden sich die anderen Gesetze von den Anordnungen dadurch, dass sie die Personen nicht zu Handlungen verpflichten, sondern ihnen Befugnisse übertragen können; sie erlegen keine Pflichten auf, sondern bieten die Möglichkeit, innerhalb des Zwangsrahmens des Gesetzes frei Rechte und Pflichten zu schaffen. Drittens: Obwohl der Erlass eines Gesetzes in gewisser Weise dem Erlass eines Befehls entspricht, haben einige Rechtsnormen ihren Ursprung im Gewohnheitsrecht und verdanken ihre Rechtsstellung nicht einem solchen bewussten gesetzesschaffenden Akt.“

## Belege
1. ↑  Vgl. Rüthers, Bernd, Rechtstheorie, 4. Auflage, C.H. Beck, München 2008, S. 33.
2. ↑  Vgl. Rüthers, Bernd, Rechtstheorie, 4. Auflage, C.H. Beck, München 2008, S. 102.
3. ↑  Vgl. Larenz, Karl, Methodenlehre der Rechtswissenschaft, 6. Auflage, Berlin 1991, S. 253ff.
4. ↑  H. L. A. Hart: The Concept of Law. 2. Auflage. Oxford University Press, 1961, S. 28.
5. ↑  Bernd Rüthers; Christian Fischer: Rechtstheorie: Begriff, Geltung und Anwendung des Rechts. - 5., überarb. Aufl. - Beck, München 2010, Rn. 148d
6. ↑  H. L. A. Hart: The Concept of Law. 2. Auflage. Oxford University Press, 1961, S. 34.
7. ↑  H. L. A. Hart, The Concept of Law, 2nd Edition S. 48